# Хоментовский, Никита Кириллович
Никита Кириллович Хоментовский (род. 4 марта 1987) — российский дзюдоист, призёр чемпионатов России, мастер спорта России международного класса. В 2013 году перешёл на тренерскую работу. Выпускник факультета экономики СПбГУЭФ. Окончил тренерский факультет университета имени Лесгафта. Выступал в лёгкой (до 73 кг) и полусредней (до 81 кг) весовых категориях.

## Спортивные результаты
- Чемпионат России по дзюдо 2010 года — ;
- Чемпионат России по дзюдо 2011 года — ;
- Открытый чемпионат Латвии по дзюдо 2011 года — ;
- Чемпионат России по дзюдо 2012 года — 5 место;
- Чемпионат России по дзюдо 2013 года — .